# Adia grisella
Adia grisella är en tvåvingeart som först beskrevs av Camillo Rondani 1871.  Adia grisella ingår i släktet Adia och familjen blomsterflugor. Inga underarter finns listade i Catalogue of Life.